# 大月ひかる
大月 ひかる（おおつき ひかる）は、日本の紙芝居演者、司会者、元俳優、元スーツアクター。旧芸名は春原 貞雄。

## 人物
1967年に特撮テレビドラマ『ウルトラセブン』で怪獣や宇宙人のスーツアクターを担当。そのほかにエキストラとして地球防衛軍の一般隊員として出演した事があったという。
1970年から子供ショーの司会を務める。
1973年、コメディアンを目指し、劇団東京新喜劇に入団（同期は三宅裕司）。

## 出演作品

### テレビドラマ
- ウルトラセブン（TBS / 円谷プロ）
  - 第1話「姿なき挑戦者」（1967年） - カプセル怪獣ウインダム
  - 第2話「緑の恐怖」（1967年） - 生物X ワイアール星人
  - 第22話「人間牧場」（1968年） - 宇宙怪人ブラコ星人
  - 第41話「水中からの挑戦」（1968年） - カッパ怪獣テペト
- 特別機動捜査隊 第511話「黒い血」（1971年、NET / 東映） - 店員

### その他
- ソノシート ファミリー紙芝居（1976年 - 、エポック社）